# اچ‌ام‌اس ونجنس (۱۷۷۴)
اچ‌ام‌اس ونجنس (۱۷۷۴) (به انگلیسی: HMS Vengeance (1774)) یک کشتی بود که طول آن ۱۶۸ فوت ۶ اینچ (۵۱٫۳۶ متر) بود. این کشتی در سال ۱۷۷۴ ساخته شد.